# Two Rivers, Alaska
Two Rivers är en ort i Fairbanks North Star Borough i delstaten Alaska, USA.